# トニー・アロフィポ
トニー・アロフィポ（Tony Alofipo、2002年9月11日 - ）は、オーストラリア出身のラグビーユニオンの選手。ジャパンラグビーリーグワンの日野レッドドルフィンズに所属している。

## 来歴
U18オーストラリア代表に選ばれたことがある。
ベルコンネン高校、エリンデール・カレッジ、ブランビーズのアカデミーを経る。
2021年、東京サントリーサンゴリアスに加入。
2023年3月17日に行われたJAPAN RUGBY LEAGUE ONE第12節花園近鉄ライナーズ戦にて途中出場で日本での公式戦初出場を果たして、デビュー戦でトライをあげた。
2025年6月、東京サントリーサンゴリアスを退団した。
2025年8月、日野レッドドルフィンズに加入。